# Ричландс (Вирџинија)
Ричландс (енгл. Richlands) град је у америчкој савезној држави Вирџинија. По попису становништва из 2010. у њему је живело 5.823 становника.

## Демографија
Према попису становништва из 2010. у граду је живело 5.823 становника, што је 1.679 (40,5%) становника више него 2000. године.
| Група             | 2000.         | 2010.         |
| Белци             | 4.082 (98,5%) | 5.622 (96,5%) |
| Афроамериканци    | 2 (0,0%)      | 38 (0,7%)     |
| Азијати           | 21 (0,5%)     | 79 (1,4%)     |
| Хиспаноамериканци | 14 (0,3%)     | 21 (0,4%)     |
| Укупно            | 4.144         | 5.823         |